# Аудо, Тома
Мар Тома Аудо (11.11.1855 г., Алькаш — 27.07.1918) — архиепископ Урмии Халдейской католической церкви с 3 декабря 1880 года по 27 июня 1918 год, составитель словарей ассирийского языка. Племянник патриарха Иосифа VI Аудо и брат митрополита Мардина Исраэля Аудо.

## Биография
Родился в городе Алькаш (Ирак). С 1869 по 1880 год обучался в Риме. Рукоположен в священника в 1880 году. 3 декабря 1890 года был назначен архиепископом Урмии. 1 мая 1892 года состоялось рукоположение Тома Аудо в епископа, которое совершил патриарх Вавилона Халдейского Илья Абулйонан.
Погиб во время геноцида ассирийцев в 1918 году.

## Публикации
- Dictionary of the Assyrian language. Stockholm : Assyrian Federation in Sweden 1979.
- Treasure of the Syriac language. Losser : St.Ephrem the Syrian Monastery 1985.
- Treasure of the Syriac Language: A Dictionary of Classical Syriac. Gorgias Press LLC

## Ссылки

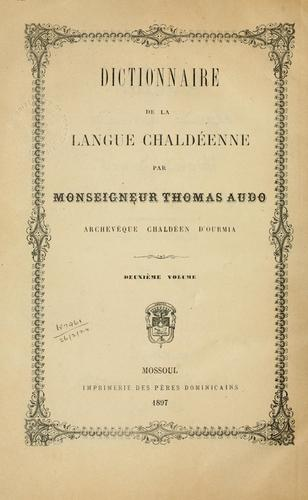